# 2539 Ningxia
2539 Ningxia este un asteroid din centura principală, descoperit pe 8 octombrie 1964 de Observatorul Zijinshan.